# Осола (Леко)
Осола је насеље у Италији у округу Леко, региону Ломбардија.
Према процени из 2011. у насељу је живело 137 становника. Насеље се налази на надморској висини од 286 м.